# クンドゥーズの戦い (2016年)
クンドゥーズの戦い（クンドゥーズのたたかい、英: Kunduz）は、アフガニスタンの都市クンドゥーズで2016年10月3日に発生し同10月12日まで続いたアフガニスタン治安部隊とターリバーンによる戦い。ターリバーンが都市を一時的に支配した2015年の戦いよりちょうど1年後に発生した。

## 戦闘
ターリバーンによると、2016年10月3日の朝、クンドゥーズに対して4つの柱からなる攻撃が行われた。ターリバーンは後に、検問所と市内のロータリーをいくつか占拠したと主張している。アフガニスタンの特殊部隊がカブールから空輸され、市内の安全確保を支援した。夕方までに、地元の警察署長であるカッシム・ジャンガル・バーグ（Kassim Jangal Bagh）は、報道機関に対し、市の中心部は政府の手中にあると語ったが、この発言は後にNATO主導の「確固たる支援任務」によって裏付けられることとなった 。バーグはまた、当該地域を一掃するために完全な反撃が開始されたと述べている。また、知事の敷地、地元の警察本部、および地元の国家保安局本部の近くで戦闘が続いたと報告されたほか、内務省は、少なくとも1人の警察官が殺害され、さらに4人が負傷したと述べた 。さらに、クンドゥーズ及びその周辺の国会議員は、タリバンが市の一部を制圧し、市の中心部を支配したと述べている 。
翌10月4日になって、アフガニスタン軍はなんとか市内中心部の支配を取り戻すことができたという。その後も戦闘が続き10月12日、最終的にアフガニスタン治安部隊はクンドゥーズのターリバーンの戦闘兵を一掃したという。

## 死傷者
クンドゥーズ州保健局長によると、少なくとも151人が負傷し、1人が死亡したという。